# 마르와르 왕국
마르와르 왕국 또는 조드푸르국은 1243년부터 1818년까지 마르와르 지역에 있던 왕국이며, 1818년부터 1947년까지 영국의 통치하에 있던 번왕국이다. 마르와르 왕국은 1243년에 아마도 이주한 가하다발라 귀족이었던 라오 시하에 의해 팔리에서 건국되었다. 그의 후계자들은 지배를 위해 지역 권력에 대항했고, 1438년까지 15명의 통치자들 중 9명이 전투에서 사망했다. 1395년, 수도는 만도르의 라오 춘다에 의해 만도르로 바뀌었고, 라오 조드하에 의해 1459년에 조드푸르로 바뀌었다.
마르와르는 당시 가장 위대한 전사 중 한 명으로 알려진 라오강가와 말데오 라토르의 통치하에서 무굴 제국에 맞서 싸우며 저항했다. 찬드라센 라토르가 죽은 후 1581년 무굴 제국에 합병될 때까지 왕국은 독립적으로 유지되었다. 1583년 우다이 싱이 왕위에 복귀하여 라자라는 칭호를 받을 때까지 마르와르는 무굴의 직접적인 지배하에 있었다. 17세기 후반에는 무굴 황제 아우랑제브의 엄격한 통제하에 있었지만, 라토르가의 지배하에 반자치적인 영토를 유지할 수 있었다.
라자 자스완트 싱이 1678년 사망하자 그의 아들 아지트 싱이 왕위를 계승할 예정이었지만 아우랑제브는 그를 통치자로 인정하지 않았다. 이 시기 동안 두르가다스 라토르는 라토르 왕조를 지키기 위해 고군분투했고 31년간의 전쟁 끝에 마르와르를 무굴 제국으로부터 해방시켰다. 18세기 말과 19세기 초에 왕국은 신디아와 홀카르의 마라타 무리에 의해 지배되었다. 마르와르는 마라타인에 의해 강제된 막대한 공물로 인해 재정적으로 파산했고 한때 유명했던 군대는 내부 전쟁과 귀족들의 반란으로 인해 줄어들었기 때문에 지배자들은 영국에 원조를 요청해야 했다.
영국은 1818년 1월 6일 라자인 만 싱이 속국 동맹을 맺었고, 이후 마르와르(또는 조드푸르) 라자들이 번왕국의 통치자로 계속되기 전까지 국가 업무에 아무런 역할도 하지 못했다. 1857년 세포이 항쟁 때 오와의 타쿠르 쿠샬 싱 휘하의 라지푸트 귀족들은 마하라자 타흐트 싱과 영국에 대한 반란을 일으켰으나, 오와의 타쿠르 요새를 포위한 후 홈즈 대령 휘하의 영국군에 의해 반란은 종결되었다. 조드푸르국의 군대는 영국을 위해 제1차 세계 대전에서 싸웠다. 그들은 아프가니스탄과 중동에서 적극적으로 싸웠고, 대영제국에 연이은 승리를 안겨주었다. 마이소르 연대들의 지원을 받은 조드푸르 연대들은 하이파 전투(1918)에서 많은 수의 튀르크인과 독일인들을 물리쳤다. 그들이 참여한 다른 전투 중 일부는 수에즈, 가자, 요르단 계곡, 아부 텔룰과 메기도 전투였다.
1947년 마하라자 한완트 싱이 독립한 후, 조드푸르국의 마지막 통치자는 1947년 8월 11일 가입 협정에 서명하고 그의 주를 인도 연방에 합병했다.

## 같이 보기
- 인도의 정치 통합
- 마르와르
- 메와르 왕국